# Beaucamps-Ligny

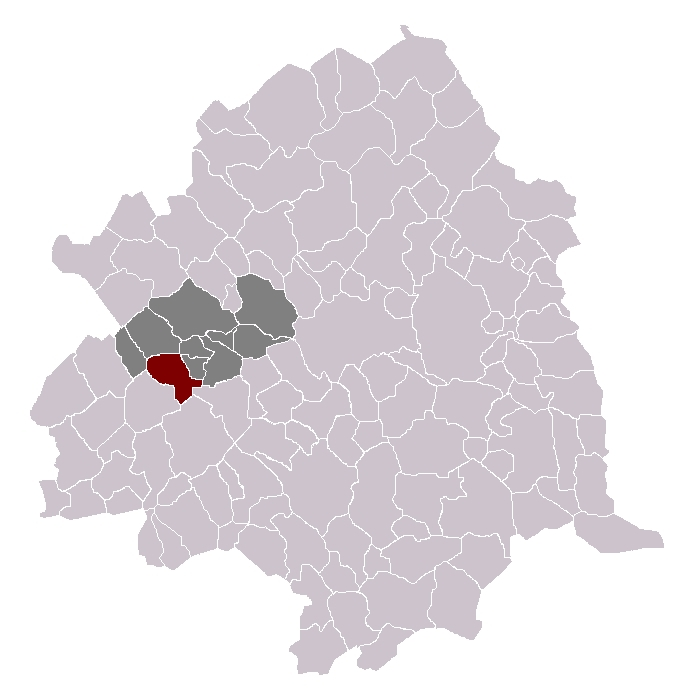
Localització de Beaucamps-Ligny

Beaucamps-Ligny és un municipi francès, situat a la regió dels Alts de França, al departament del Nord. L'any 2006 tenia 912 habitants. Limita al nord-oest amb Radinghem-en-Weppes, al nord-est amb Escobecques, a l'oest amb Le Maisnil, a l'est amb Erquinghem-le-Sec, al sud-oest amb Fournes-en-Weppes, al sud amb Wavrin i al sud-est amb Santes.

## Demografia
| 1962                                       | 1968 | 1975 | 1982 | 1990 | 1999 | 2006 |
| ------------------------------------------ | ---- | ---- | ---- | ---- | ---- | ---- |
| 666                                        | 697  | 676  | 699  | 857  | 912  | 914  |
| Des de 1962: població sense dobles comptes |      |      |      |      |      |      |

## Administració
| Període   | Identitat         | Partit |
| --------- | ----------------- | ------ |
| 1965-1989 | André Courtois    |        |
| 1989-1995 | Jean-Marc Betchen |        |
| 1995-     | Frédéric Motte    |        |